# Walter Montagu Douglas Scott, V duca di Buccleuch
Walter Montagu Douglas Scott, V duca di Buccleuch (Dalkeith Palace, 25 novembre 1806 – Bowhill, 16 aprile 1884) è stato un politico scozzese.

## Biografia
Walter nacque al Dalkeith Palace, nel Midlothian, in Scozia, quinto figlio e secondo maschio di Charles Montagu-Scott, IV duca di Buccleuch e di sua moglie, Harriet Katherine Townshend, figlia di Thomas Townshend, I visconte Sydney e di sua moglie, Elizabeth Powys. Quando suo fratello maggiore, George Henry, morì all'età di 10 anni, Walter divenne l'erede apparente dei ducati di Buccleuch e Queensberry. Egli aveva solo tredici anni quando venne chiamato a succedere al padre ai suoi titoli, nel 1819.. Per via di sua nonna, la III duchessa, egli ereditò anche l'antica Signoria di Bowland in quel tempo. Ad ogni modo alla morte di sua nonna nel 1827, il V duca concesse il titolo a suo zio, Henry James Montagu-Scott, II barone Montagu di Boughton.
Egli venne educato a Eton ed al St John's College di Cambridge diplomandosi nel 1827. Nel giugno del 1833 divenne membro della Royal Society.

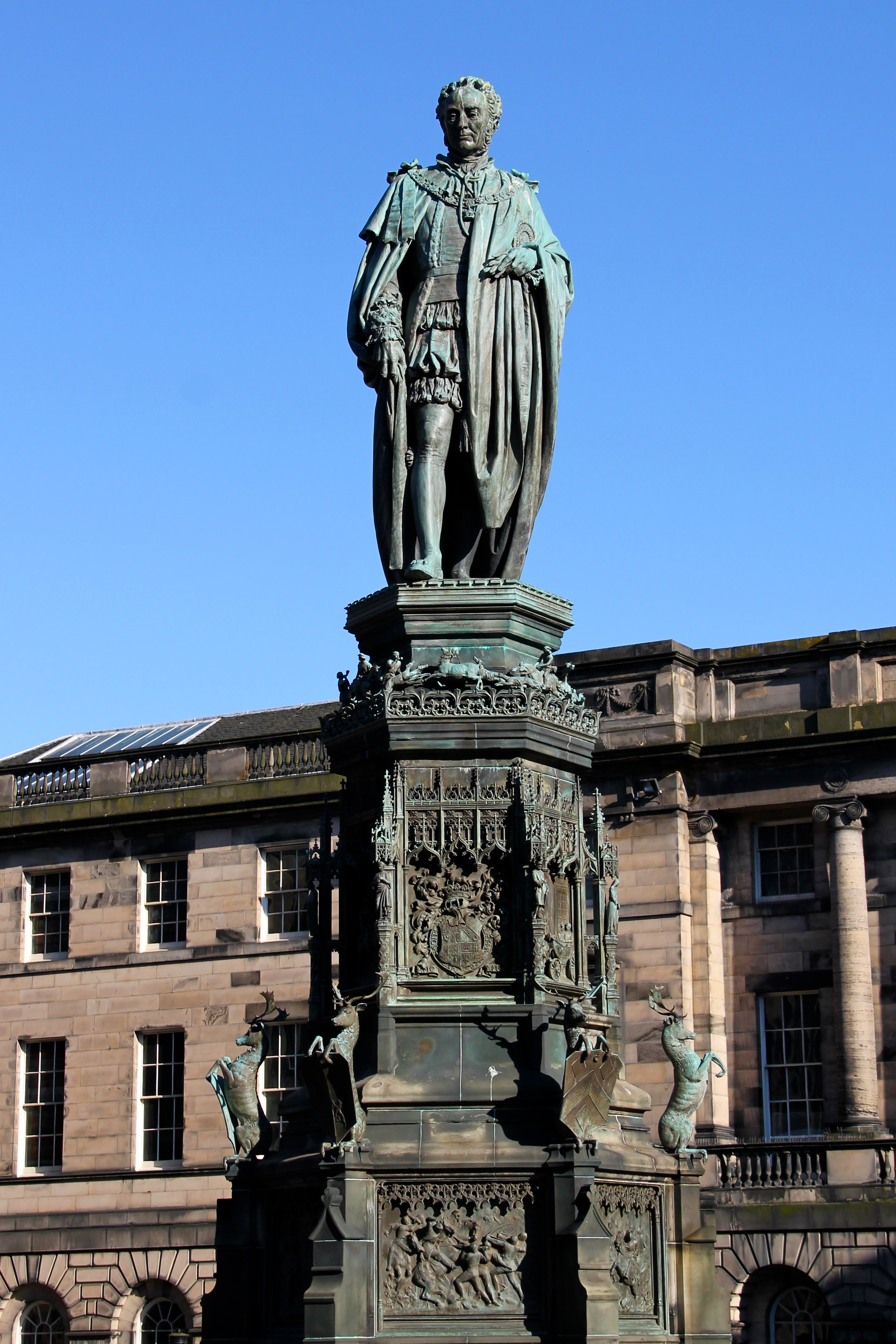
Statua di Walter Francis Montagu Douglas Scott, V duca di Buccleuch e VII duca di Queensberry presso la Parliament Square di Edimburgo

Re Giorgio IV trascorse nel 1822 alcuni giorni come ospite del duca al Palazzo di Dalkeith, prima visita di un monarca della dinastia degli Hannover in Scozia. Vent'anni più tardi anche la Regina Vittoria onorò il duca di una visita e la famiglia continuò a mantenere un alto profilo nei circoli reali, venendo invitata anche alle incoronazioni di Guglielmo IV e della stessa Regina Vittoria, nel periodo in cui il V duca fu Gold Stick.
Grande magnate terriero scozzese, il duca di Buccleuch iniziò anche una carriera politica nelle file dei conservatori e venne nominato nel 1835 cavaliere dell'Ordine della Giarrettiera e Consigliere Privato della regina dal 1842. Egli prestò servizio dunque come Lord Privy Seal dal 1842 al 1846 e come Lord President of the Council dal gennaio al luglio del 1846 nel governo di Robert Peel, quando egli supportò riluttante di votare a favore delle Corn Laws. Dopo la caduta di Peel, la carriera politica del duca giunse al termine. Nel 1878 egli divenne cancelliere dell'Università di Glasgow, incarico che mantenne sino alla sua morte.
Il duca di Buccleuch morì a Bowhill, nel Selkirkshire, nell'aprile del 1884 all'età di 77 anni e venne succeduto nei suoi titoli dal figlio primogenito, William. Venne sepolto nella cripta di famiglia nella Buccleuch Memorial Chapel della chiesa episcopale di St. Mary a Dalkeith, nel Midlothian.

## Matrimonio e figli
Il duca di Buccleuch sposò lady Charlotte Anne Thynne, figlia di Thomas Thynne, II marchese di Bath e di sua moglie, Isabella Elizabeth Byng, a Londra il 13 agosto 1829. La coppia ebbe sette figli:
- William Montagu Douglas Scott, VI duca di Buccleuch (9 settembre 1831-5 novembre 1914);
- Henry Montagu Douglas Scott, I barone Montagu di Beaulieu (5 novembre 1832-4 novembre 1905), sposò Cecily Susan Stuart-Wortley, ebbero discendenza.
- Walter Charles (2 marzo 1834-3 marzo 1895), sposò, Anna Maria Cradock-Hartopp, ebbero discendenza.
- Charles (20 ottobre 1839-21 agosto 1911), sposò Ada Mary Ryan, ebbero discendenza.
- Victoria Alexandrina (20 novembre 1844-19 giugno 1938), sposò in prime nozze Schomberg Kerr, IX marchese di Lothian, ebbero discendenza; sposò in seconde nozze, Bertram Chetwynd-Talbot, non ebbero discendenza.
- Margaret Elizabeth (10 ottobre 1846-5 febbraio 1918), sposò Donald Cameron, ebbero discendenza.
- Mary (6 agosto 1851-13 dicembre 1908), sposò Walter Rodolph Trefusis, ebbero discendenza.

## Ascendenza
|                                                   |                  |                                          | Genitori                                |  |  | Nonni |  |  | Bisnonni                         |  |  | Trisnonni                           |  |
|                                                   |                  |                                          |                                         |  |  |       |  |  | Francis Scott, conte di Dalkeith |  |  | Francis Scott, II duca di Buccleuch |  |
|                                                   |                  |                                          |                                         |  |  |       |  |  | Francis Scott, conte di Dalkeith |  |  | Francis Scott, II duca di Buccleuch |  |
|                                                   |                  | lady Jane Douglas                        |                                         |  |  |       |  |  | Francis Scott, conte di Dalkeith |  |  |                                     |  |
| Henry Scott, III duca di Buccleuch                |                  |                                          |                                         |  |  |       |  |  | Francis Scott, conte di Dalkeith |  |  |                                     |  |
|                                                   |                  | Caroline Campbell, I baronessa Greenwich | John Campbell, II duca di Argyll        |  |  |       |  |  |                                  |  |  |                                     |  |
|                                                   |                  | Caroline Campbell, I baronessa Greenwich | John Campbell, II duca di Argyll        |  |  |       |  |  |                                  |  |  |                                     |  |
|                                                   |                  | Caroline Campbell, I baronessa Greenwich | Jane Warburton                          |  |  |       |  |  |                                  |  |  |                                     |  |
| Charles Montagu-Scott, IV duca di Buccleuch       |                  | Caroline Campbell, I baronessa Greenwich |                                         |  |  |       |  |  |                                  |  |  |                                     |  |
|                                                   |                  | George Montagu, I duca di Montagu        | George Brudenell, III conte di Cardigan |  |  |       |  |  |                                  |  |  |                                     |  |
|                                                   |                  | George Montagu, I duca di Montagu        | George Brudenell, III conte di Cardigan |  |  |       |  |  |                                  |  |  |                                     |  |
|                                                   |                  | George Montagu, I duca di Montagu        | lady Elizabeth Bruce                    |  |  |       |  |  |                                  |  |  |                                     |  |
| lady Elizabeth Montagu                            |                  | George Montagu, I duca di Montagu        |                                         |  |  |       |  |  |                                  |  |  |                                     |  |
|                                                   |                  | lady Mary Montagu                        | John Montagu, II duca di Montagu        |  |  |       |  |  |                                  |  |  |                                     |  |
|                                                   |                  | lady Mary Montagu                        | John Montagu, II duca di Montagu        |  |  |       |  |  |                                  |  |  |                                     |  |
|                                                   |                  | lady Mary Montagu                        | lady Mary Churchill                     |  |  |       |  |  |                                  |  |  |                                     |  |
| Walter Montagu Douglas Scott, V duca di Buccleuch |                  | lady Mary Montagu                        |                                         |  |  |       |  |  |                                  |  |  |                                     |  |
|                                                   | Thomas Townshend | Charles Townshend, II visconte Townshend |                                         |  |  |       |  |  |                                  |  |  |                                     |  |
|                                                   | Thomas Townshend | Charles Townshend, II visconte Townshend |                                         |  |  |       |  |  |                                  |  |  |                                     |  |
|                                                   | Thomas Townshend | Elizabeth Pelham                         |                                         |  |  |       |  |  |                                  |  |  |                                     |  |
| Thomas Townshend, I visconte Sydney               | Thomas Townshend |                                          |                                         |  |  |       |  |  |                                  |  |  |                                     |  |
|                                                   |                  | Albinia Selwyn                           | John Selwyn                             |  |  |       |  |  |                                  |  |  |                                     |  |
|                                                   |                  | Albinia Selwyn                           | John Selwyn                             |  |  |       |  |  |                                  |  |  |                                     |  |
|                                                   |                  | Albinia Selwyn                           | Mary Farrington                         |  |  |       |  |  |                                  |  |  |                                     |  |
| Harriet Katherine Townshend                       |                  | Albinia Selwyn                           |                                         |  |  |       |  |  |                                  |  |  |                                     |  |
|                                                   |                  | Richard Powys                            | Richard Powys                           |  |  |       |  |  |                                  |  |  |                                     |  |
|                                                   |                  | Richard Powys                            | Richard Powys                           |  |  |       |  |  |                                  |  |  |                                     |  |
|                                                   |                  | Richard Powys                            | Anne Singleton                          |  |  |       |  |  |                                  |  |  |                                     |  |
| Elizabeth Powys                                   |                  | Richard Powys                            |                                         |  |  |       |  |  |                                  |  |  |                                     |  |
|                                                   |                  | lady Mary Brudenell                      | George Brudenell, III conte di Cardigan |  |  |       |  |  |                                  |  |  |                                     |  |
|                                                   |                  | lady Mary Brudenell                      | George Brudenell, III conte di Cardigan |  |  |       |  |  |                                  |  |  |                                     |  |
|                                                   |                  | lady Mary Brudenell                      | lady Elizabeth Bruce                    |  |  |       |  |  |                                  |  |  |                                     |  |
|                                                   |                  | lady Mary Brudenell                      |                                         |  |  |       |  |  |                                  |  |  |                                     |  |